# Michael Malley
Pour les articles homonymes, voir Malley.
Michael Malley est un ancien homme politique canadien du Nouveau-Brunswick.

## Biographie
Michael Malley est né le 8 juillet 1962 à Chatham, aujourd'hui un quartier de Miramichi.
Conducteur de bus de profession et ancien conseiller municipal de Miramichi, il se lance en politique provinciale en étant élu député progressiste-conservateur de la circonscription de Miramichi-Baie-du-Vin en 1999 et en 2003. Il est de plus élu Président de l'Assemblée législative du Nouveau-Brunswick le 28 mars 2006. Il est toutefois battu à l'élection suivante, le 18 septembre de la même année. 